# Fungiacyathus fissilis
Espèce
Statut CITES
Fungiacyathus fissilis est une espèce de coraux appartenant à la famille des Fungiacyathidae.